# João Cesarino
João Marcos Cesarino da Silva (ur. 3 marca 1996) – brazylijski judoka.
Uczestnik mistrzostw świata w 2023. Startował w Pucharze Świata w 2016. Brązowy medalista igrzysk Ameryki Południowej w 2018. Trzeci na wojskowych MŚ w 2023 roku.